# Daughter card
Als Daughter card (deutsch: Tochterkarte; auch daughter board oder mezzanine board) – im Deutschen auch Tochterplatine oder Mezzanine-Board – werden spezielle Erweiterungskarten oder Adapter bezeichnet, deren Funktion darin besteht, Hardware einer vorhandenen Peripherie im „Mutter-Tochter-Prinzip“ zu erweitern. Sie sind nicht zu verwechseln mit herkömmlichen Einsteckkarten, die in ihrer Funktionsweise als eigenständige Einheit fungieren.
Als Beispiel wären hier spezielle AGP-Digital-Display (ADD) Karten zu nennen. Sie dienen dazu, einen auf dem Mainboard befindlichen onboard-Grafikchip, kostengünstig um einen zusätzlichen Monitoranschluss zu erweitern, ohne eine teure Grafikkarte mit eigenen Chipsatz einbauen zu müssen.
Auf solchen Mainboards werden in diesem Fall meist AGP-Steckplätze verwendet, die ausschließlich die Verwendung von AGP daughter cards zulassen und sind mit „for flat panel daughter cards  oder  ADD Cards only“ gekennzeichnet. Der Onboard Grafikprozessor (Mutter) und die ADD-Karte (Tochter) werden nun im Gesamtsystem als gemeinsame Einheit betrieben. Zu beachten wäre in diesem Fall, dass die ADD daughter card keinerlei Leistungsvorteile für das System erwirkt, da sie eben nur die Komponenten mit sich bringt, die auf herkömmlichen Grafikkarten für den zweiten Monitoranschluss verwendet werden.

## Typische daughter cards
- ADD daughter card
- RAID daughter card

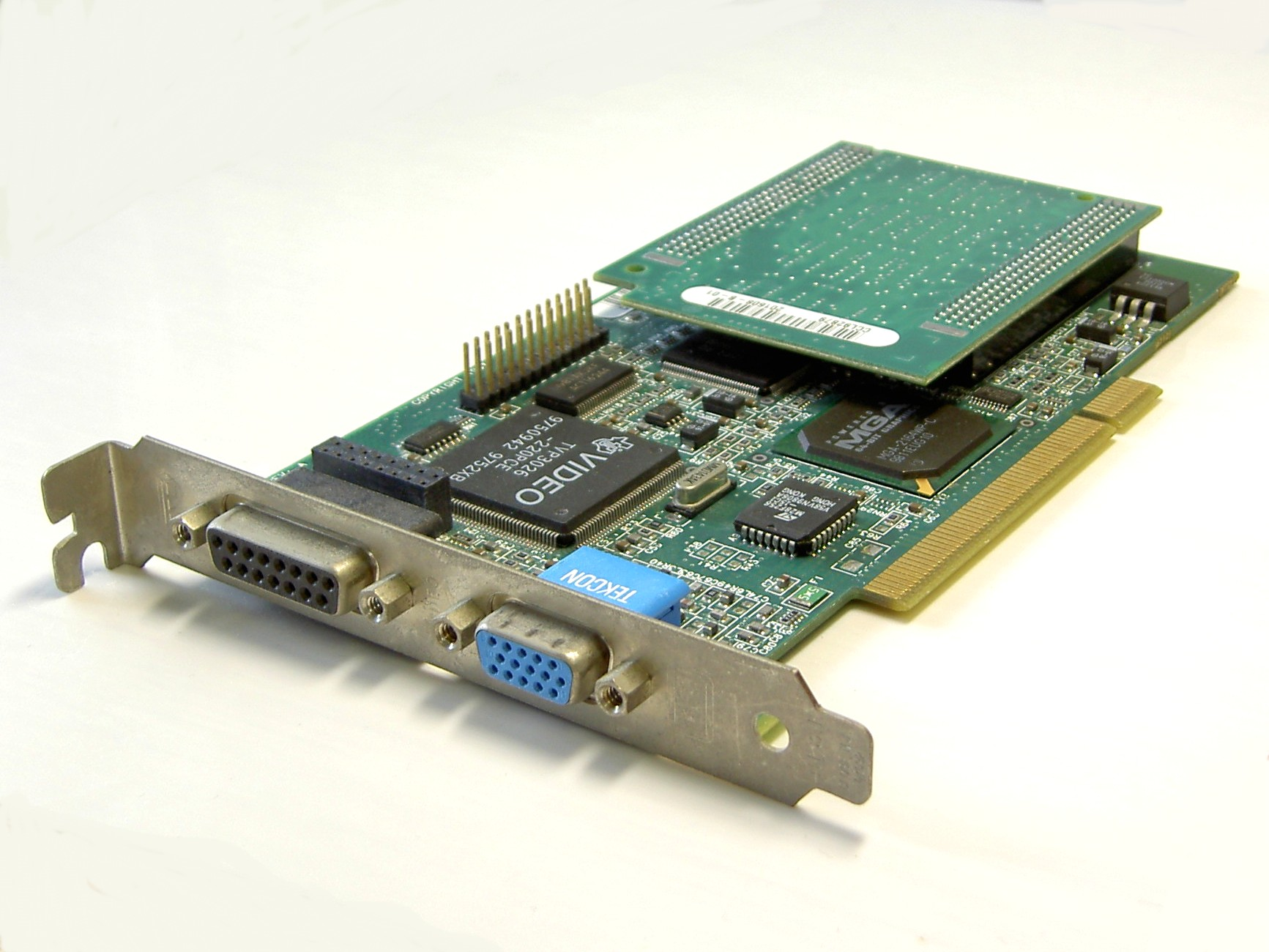
Aufgesteckte Daughter card auf einer Grafikkarte (Matrox Millennium II)

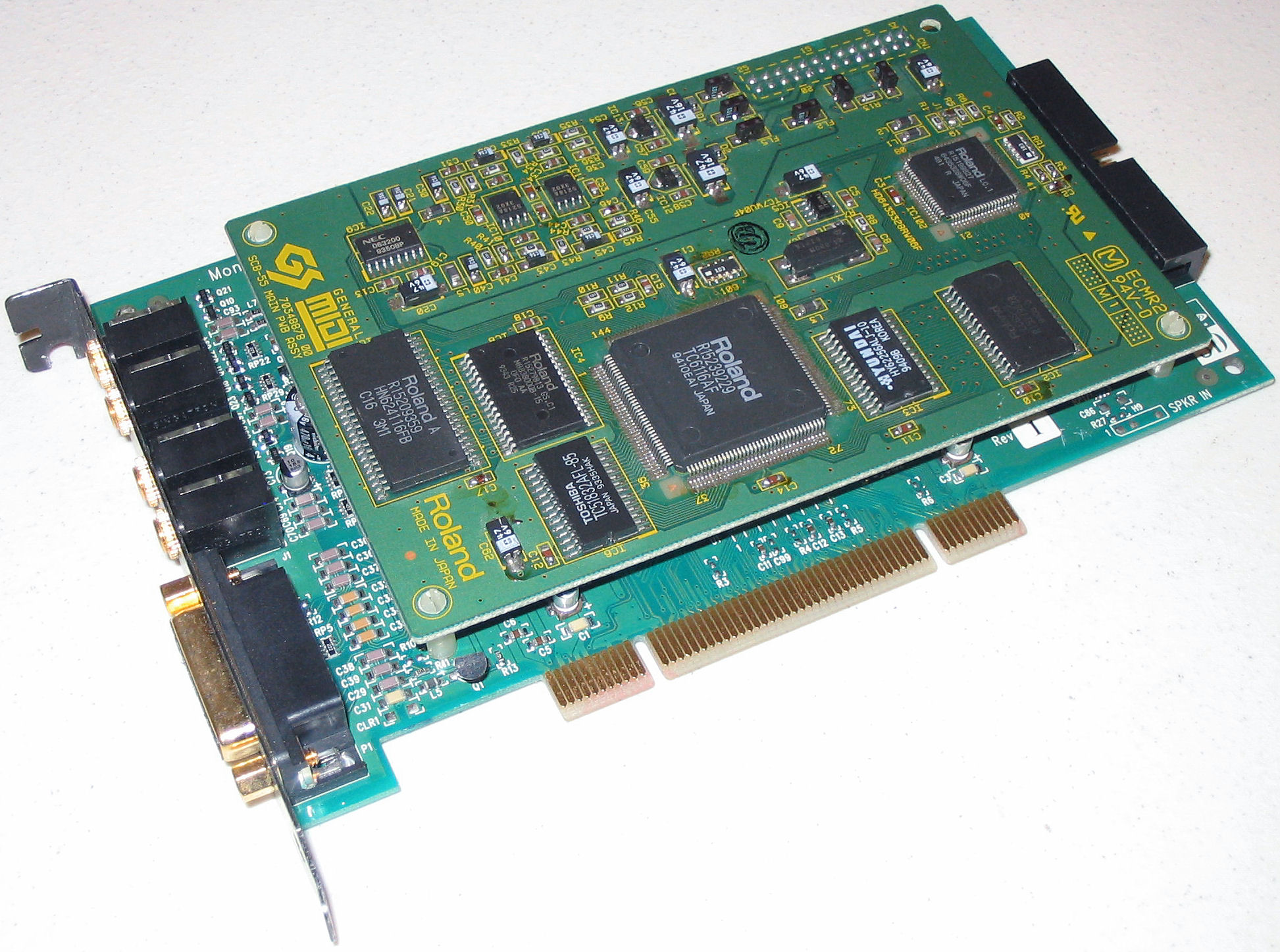
Daughter card auf einer Soundkarte Diamond MX300

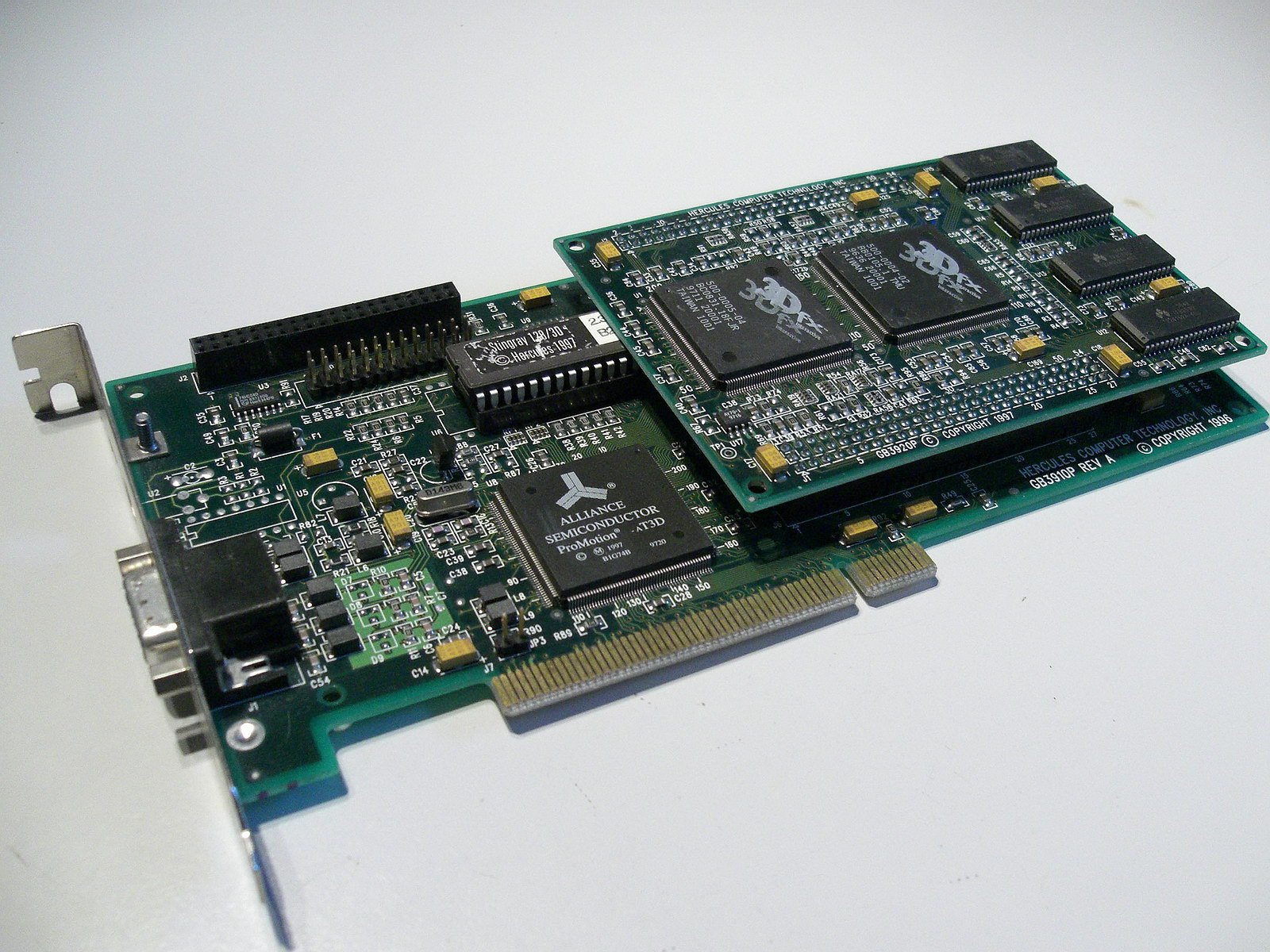
Voodoo Rush mit Daughter board

- 10/100 Base-T Ethernet daughter card
- CPU Socket daughter card
- Bluetooth daughter card
- Modem daughter card
- AD/DA/DIO daughter card
- Communication Daughter Card (CDC)
- Server Management Daughter Card (SMDC)
- Serial ATA connector daughterboard
- Robotic daughter card
- Access Control List daughter Card
- PCI daughter card